# Larry Martyn
Lawrence (Larry) Martyn (Londen, 22 maart 1934 – St Mary's Bay, 7 augustus 1994) was een Brits acteur, die het bekendst is geworden door zijn rol als Mr. Mash in Are You Being Served? (1972-1975). Hij was echter niet in staat deze rol langer te spelen vanwege zijn verbintenis aan Spring and Autumn. Hij werd dan ook vervangen door Arthur English. Ook speelde Martyn soldaat Joe Walker in de radiobewerking van Dad's Army.
Martyn was lid van The Parachute Regiment (parachutespringen was ook na zijn legertijd een hobby van hem) en vooral bekend vanwege zijn optredens in comedy's. Hij overleed thuis, op 60-jarige leeftijd. Hij werd overleefd door zijn vrouw en hun twee dochters.

## Filmografie
- The Bill (televisieserie) - Pubeigenaar (afl. Fast Food, 1993)
- The Detectives (televisieserie) - Stalhulp (afl. Studs, 1993)
- Never the Twain (televisieserie) - Blake (afl. A Car by Any Other Name, 1990)
- The Bill (televisieserie) - Norman Harris (afl. Hothead, 1989)
- The Charmer (miniserie, 1987) - Taxichauffeur
- The Gentle Touch (televisieserie) - Bestuurder minitaxi (afl. Mad Dog, 1984)
- Jack of Diamonds (televisieserie) - Barman (afl. A Drip in the Ocean, 1983)
- Keep It in the Family (televisieserie) - Pianoverhuizer (afl. Piano Blues, 1982)
- The Bounder (televisieserie) - Charlie (afl. Raising the Wind, 1982)
- Minder (televisieserie) - Smith (afl. Poetic Justice, Innit?, 1982)
- The Final Conflict (1981) - Orator
- West End Tales (televisieserie) - Checkie (7 afl., 1981)
- Grange Hill (televisieserie) - Busconducteur (afl. 4.14, 1981)
- Bernie (televisieserie) - Rol onbekend (afl. 2.3, 1980)
- The Dick Emery Show (televisieserie) - Rol onbekend (afl. 16.6, 1979)
- Harry (televisiefilm, 1976) - Deelnemer op tv
- Carry on Behind (1975) - Elektricien
- Are You Being Served? (televisieserie) - Mr. Mash (18 afl., 1972-1975)
- Rising Damp (televisieserie) - Melkman (afl. For the Man Who Has Everything, 1975)
- Crown Court (televisieserie) - Rol onbekend (afl. Cover Up, 1974)
- On the Buses (televisieserie) - Fred (afl. What the Stars Foretell, 1973, Gardening Time, 1973)
- Whoops Baghdad! (televisieserie) - Derti Dhoti (afl. The Wazir Takes a Wife, 1973, Genie of the Bottle, 1973, The Wizard Prang, 1973, Ali and the Thieves, 1973, The Caliph's New Concubine, 1973)
- Comedy Playhouse (televisieserie) - Fu Manchu (afl. Elementary My Dear Watson, 1973)
- Upstairs, Downstairs (televisieserie) - De elektricien (afl. Your Obedient Servant, 1972)
- Dad's Army (televisieserie) - Soldaat die tekens geeft (afl. The Desperate Drive of Corporal Jones, 1972)
- Dad's Army (televisieserie) - Tweede soldaat (afl. Asleep in the Deep, 1972)
- The Liver Birds (televisieserie) - Ober (afl. St. Valentine's Day, 1972)
- For the Love of Ada (1972) - Brian
- Spring and Autumn (televisieserie) - Brian Reid (afl. onbekend, 1975-1976)
- Carry on at Your Convenience (1971) - Eigenaar schietbaan
- Doctor at Large (televisieserie) - Mr. Purvis (afl. Let's Start at the Beginning, 1971)
- 6 Dates with Barker (televisieserie) - Buspassagier (afl. 1970: The Odd Job, 1971)
- Armchair Theatre (televisieserie) - Transport Manager (afl. The Company Man, 1970)
- Up Pompeii (televisieserie) - Verminus (afl. Exodus, 1970)
- Dad's Army (televisieserie) - Italiaanse krijgsgevangene (afl. Don't Fence Me In, 1970)
- Up Pompeii (televisieserie) - Spurius (afl. Secret Agents James Bondus, 1970)
- If It Moves, File It (televisieserie) - Voorman (afl. Walled in, 1970, Lost and Found, 1970)
- Up Pompeii (televisieserie) - Gaoler (afl. Spartacus, 1970)
- Dad's Army (televisieserie) - Tweede zeeman (afl. Menace from the Deep, 1969)
- Dad's Army (televisieserie) - Soldaat (afl. The Loneliness of the Long Distance Walker, 1969)
- Z Cars (televisieserie) - Freddie (afl. Hudson's Way: Part 1 & 2, 1968)
- Up the Junction (1968) - Barrow Boy
- Man in a Suitcase (televisieserie) - Harry (afl. Dead Man's Shoes, 1967)
- Dixon of Dock Green (televisieserie) - Bezoeker koffiehuis (afl. The Climber, 1967)
- No Hiding Place (televisieserie) - Gast aan de bar (afl. Who Is This Mortimer?, 1967)
- The Troublesome Double (1967) - Bert
- The Great St. Trinian's Train Robbery (1966) - Chips
- Z Cars (televisieserie) - Melkman (afl. One Day in Spring Street, 1964)
- No Hiding Place (televisieserie) - Militair Thomas (afl. Line of Fire, 1964)
- The Damned (1963) - Teddy-boy (niet op aftiteling)
- The Human Jungle (televisieserie) - Ron (afl. The Lost Hours, 1963)
- No Hiding Place (televisieserie) - Almond (afl. Four Faces of Clare, 1963)
- On the Beat (1962) - Yob in café (niet op aftiteling)
- Breath of Life (1962) - Tony
- The Edgar Wallace Mystery Theatre (televisieserie) - Clive Parker (afl. Never Back Losers, 1961)
- Edgar Wallace Mystery Theatre (televisieserie) - Rol onbekend (afl. Partners in Crime, 1961)
- Too Young to Love (1960) - Klein rolletje (niet op aftiteling)
- Dixon of Dock Green (1960) - Jimmy Humphrey (afl. The Black and the White, 1960)
- And the Same to You (1960) - Chappy Tuck
- No Hiding Place (televisieserie) - Nicky Stone (afl. Murder with Witnesses, 1959)
- ITV Play of the Week (televisieserie) - Rol onbekend (afl. The Skin of Our Teeth, 1959)